# یان لیونس
یان لیونس(به هلندی: Jan Lievens)،(زاده ۲۴ اکتبر ۱۶۰۷– درگذشته ۴ ژوئن ۱۶۷۴ )،نقاش هلندی است که معمولاً همکار رامبرانت بود و به سبک مشابهی کار می‌کرد.

## نگارخانه

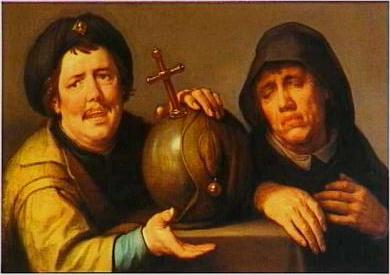
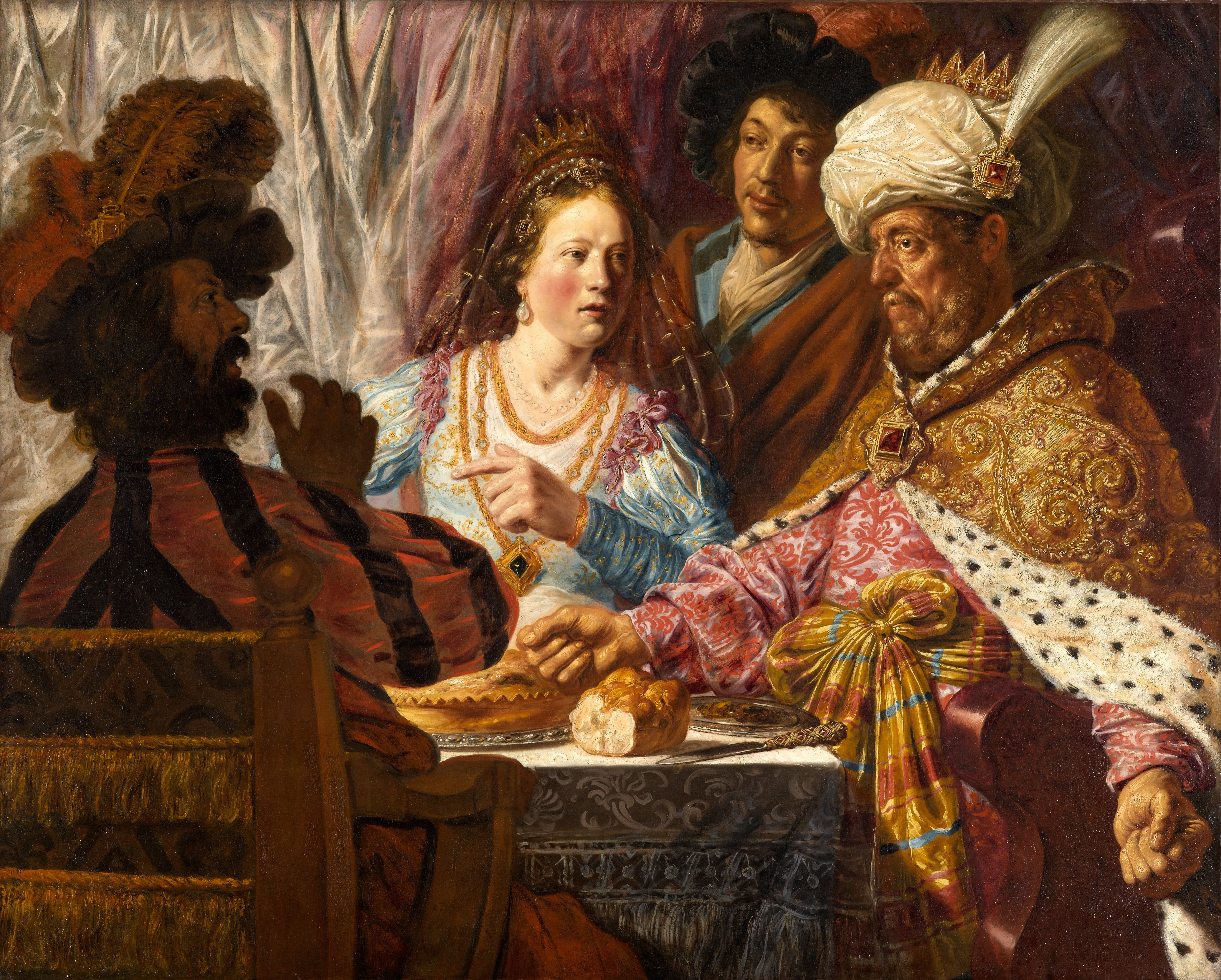
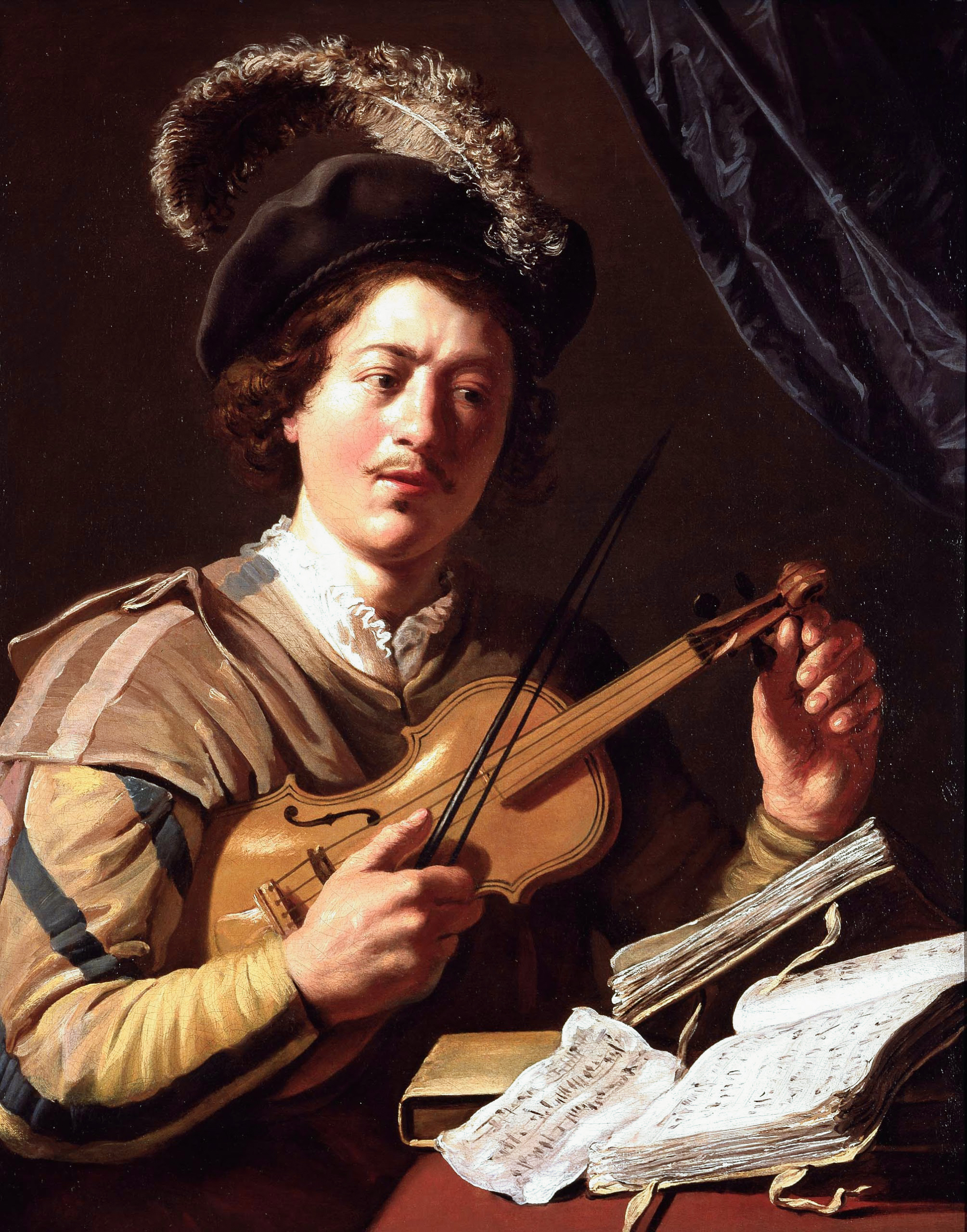
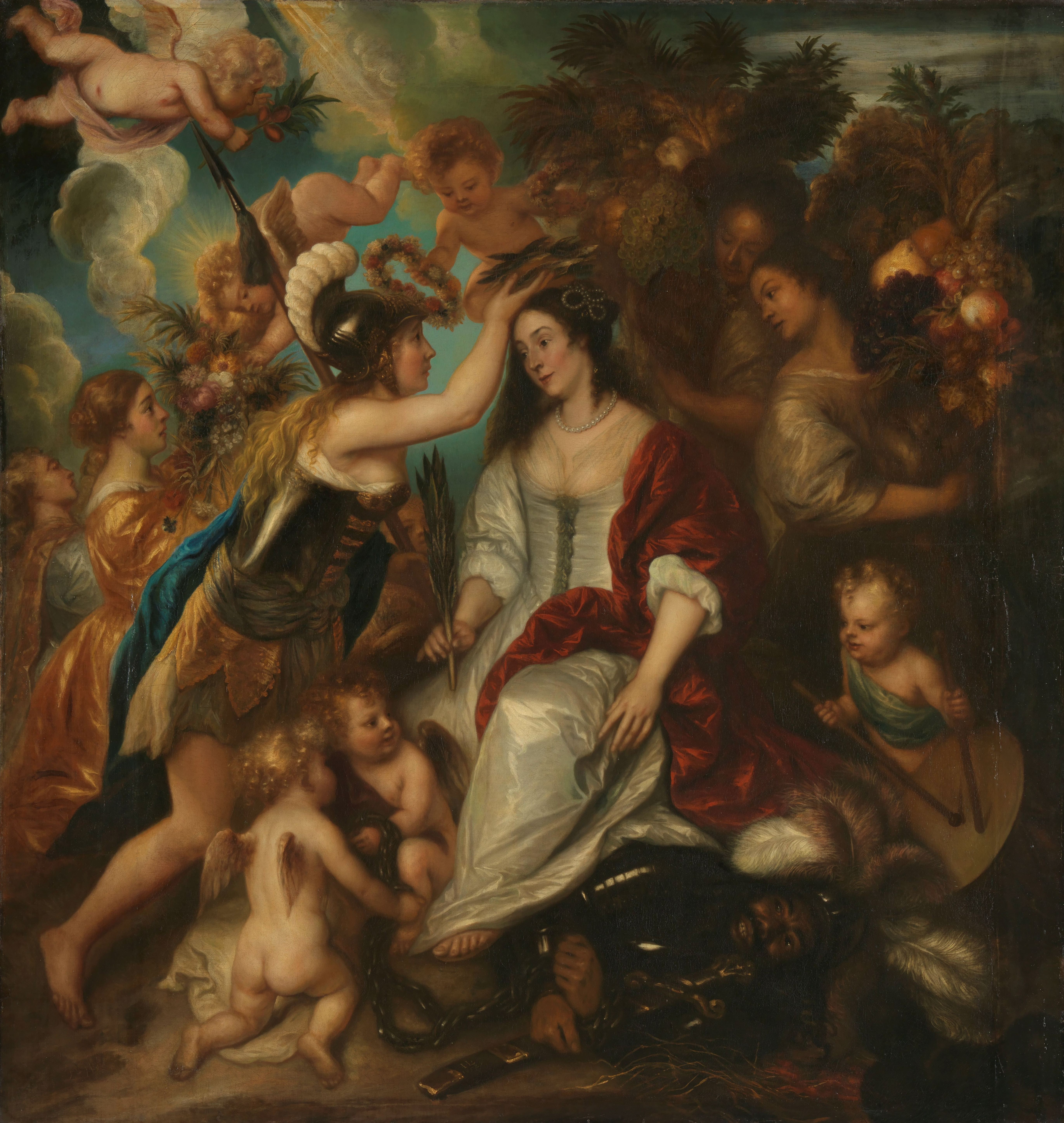
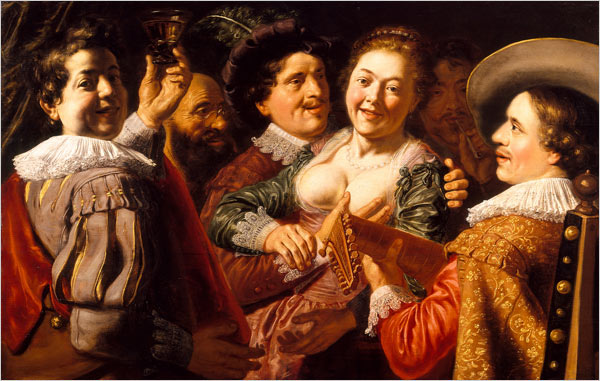
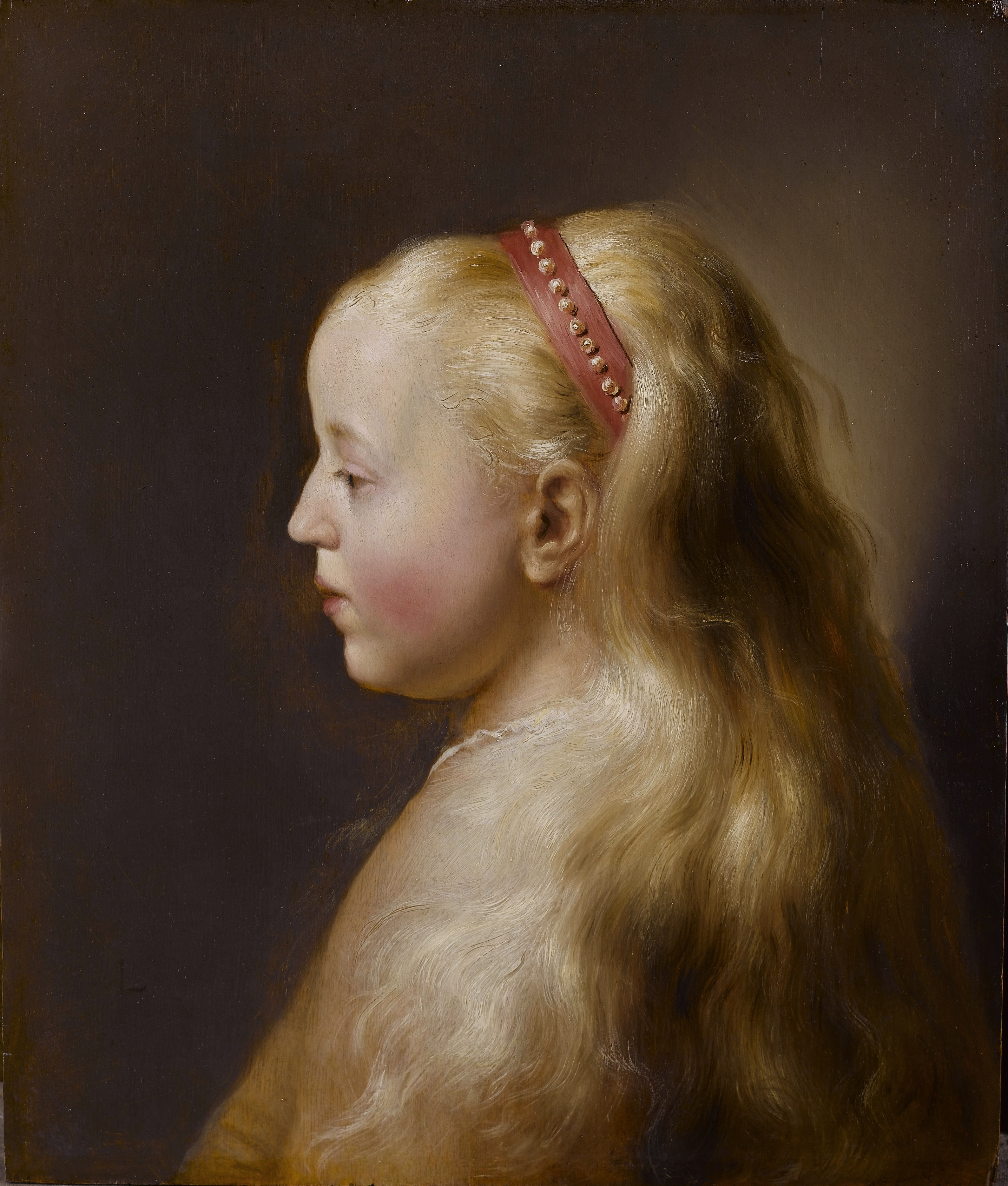
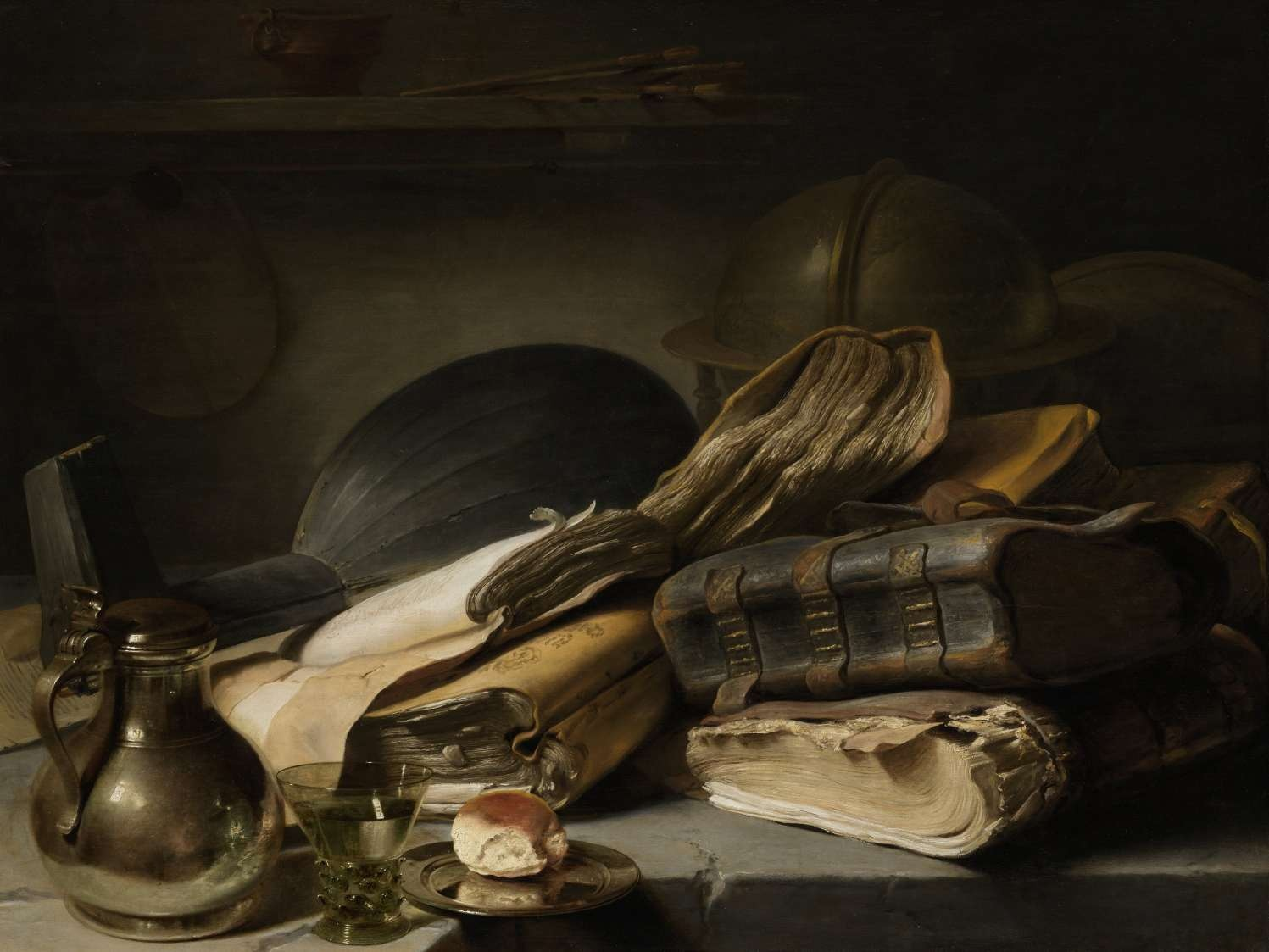
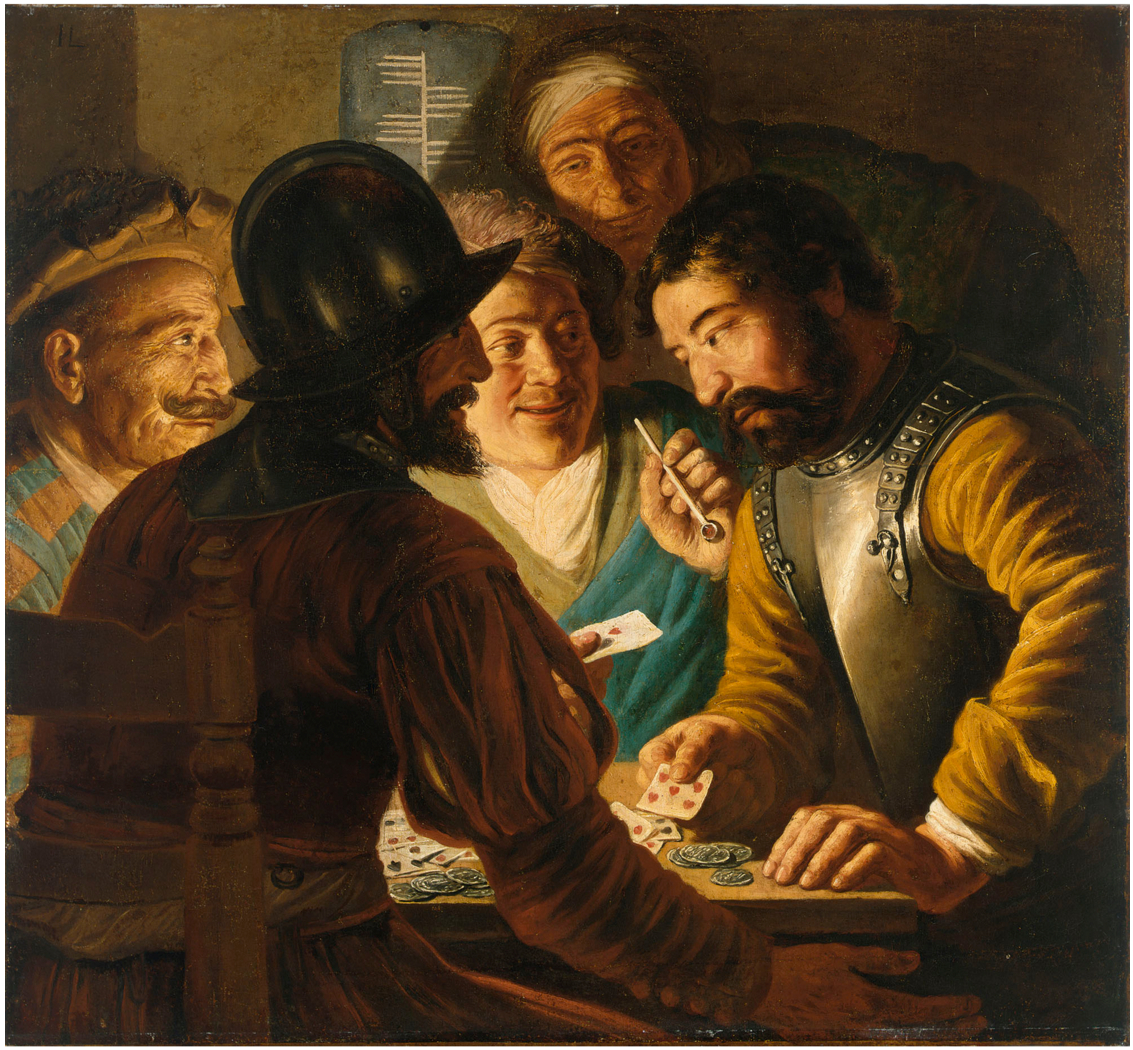
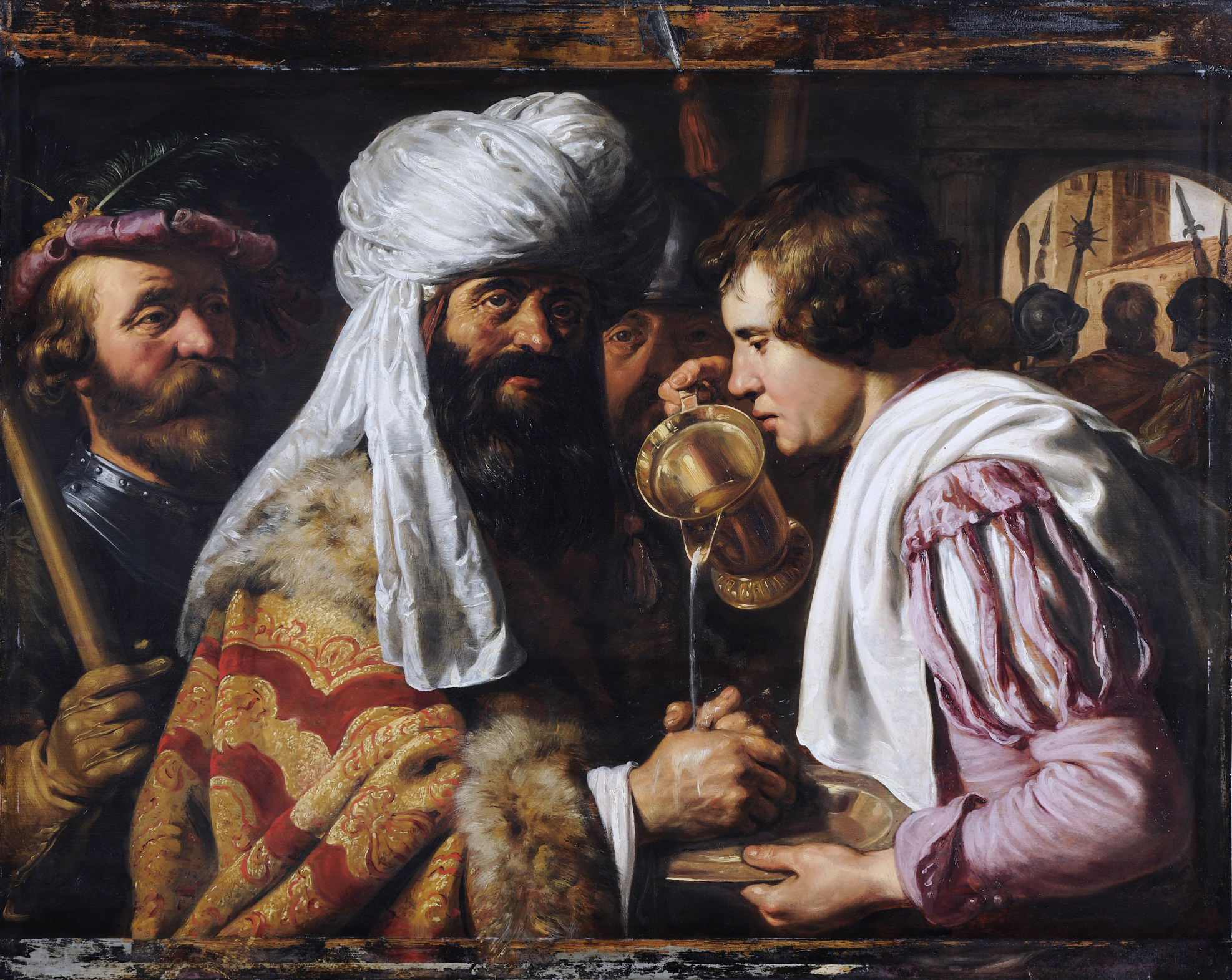